# Trequanda
Trequanda és un comune (municipi) de la província de Siena, a la regió italiana de la Toscana, situat uns 70 km al sud-est de Florència i uns 30 km al sud-est de Siena. L'1 de gener de 2018 tenia 1.221 habitants.
Limita amb els municipis següents: Asciano, Pienza, Rapolano Terme, San Giovanni d'Asso, Sinalunga i Torrita di Siena. Dins el seu terme municipal hi ha els pobles de Trequanda, Castelmuzio i Petroio.
L'església parroquial, d'estil gòtic-romànic, va ser construïda a partir de 1327 i posteriorment renovada en estil renaixentista. Alberga una "Ascensió" atribuïda a Il Sodoma i una figura de terracota de "Madonna amb el Nen" atribuïda a Andrea Sansovino. L'altar major (segle XV) és obra de Giovanni di Paolo.

## Evolució demogràfica
| Gràfica d'evolució demogràfica de Trequanda entre 1861 i |
|                                                          |
| Font: ISTAT - Elaboració gràfica de Viquipèdia           |